# Boom! Studios
Boom! Studios (stylisé BOOM! Studios) est une maison d'édition américaine de bande dessinée fondée en 2005 par Ross Richie (en) à Los Angeles. Elle publie sous les noms Boom! Box, Kaboom! et Archaia, depuis le rachat en 2013 d'Archaia Entertainment.
Ses publications ont glanées plusieurs prix Eisner et Harvey,.

## Publications

### Licence films & autres
- Dune (comics)
- Power Rangers : Mighty Morphin (comics)
- Buffy the Last Vampire Slayer
- Angel
- Ben 10 (comics)
- Eureka (comics)
- Farscape (comics)
- Hellraiser (comics)
- The Muppet Show (comics)
- The Incredibles: Family Matters
- 28 Days later (comics)
- Die Hard: Year One (comics)
- Planet of the Apes (comics)
- Warhammer (comics)
- Jim Henson's Labyrinth (comics)
- Bee and Puppycat (comics adapté de l'animation)

### Publications originales
- 2 Guns (comics)
- A Spark Within the Forge
- Alice ever After
- Alienated
- BRZRKR
- Bone Parish
- Caped
- Cover Girl
- Day Men
- Dead Run
- Dominion
- Faithless
- Feathers
- Firefly
- Giant Days
- Ghosted in L.A.
- Heavy Vinyl
- Mighty Morphin
- Mouse Guard (Légendes de la garde)
- Ladycastle
- Left On Mission
- Lumberjanes
- Once & Future
- Ronin Island
- Six-Gun Gorilla
- Soldier Zero
- Something Is Killing the Children
- Suicide Risk
- The Many Deaths of Laila Starr
- The Traveler
- The Unknown
- Unthinkable
- We Only Find Them When They're Dead
- The Woods (comic)

### KaBOOM! (éditions pour Enfants)
- Adventure Time
- Donald Duck (Licence Walt Disney's Comics)
- Uncle Scrooge (Licence Walt Disney's Comics)
- Walt Disney's Comics & Stories (Licence Walt Disney's Comics)

### Horreur
- The Calling: Cthulhu Chronicles
- Cthulhu Tales
- Fall of Cthulhu
- Giant Monster
- House of Slaughter
- Mr. Stuffins
- Potter's Field
- Tag
- Tag: Cursed
- Zombie Tales

## Films et série tv
- 2021 : Just Beyond
- 2023 : The Killer de David Fincher
- 2023 : Mech Cadets